# Можичин
Можичин (пољ. Morzyczyn, немачки Moritzfelde) је насеље у Пољској. Можичин припада општини Кобиланка. Село се налази на језеру Мједвје. Поред села пролази регионални пут бр. 10. 
Први пут насеље се помиње 1752. године. Село је популарно излетиште. У другој половини XIX века саграђена је црква која је уништена за време Другог светског рата.
Између 1975. и 1998. године село је административно припадало шћећинском војводству.
Позивни броје за село је +91, а регистарске таблице су ZST.